# Gerlings Sande
Das Naturschutzgebiet Gerlings Sande liegt auf dem Gebiet der Gemeinde Saerbeck im Kreis Steinfurt in Nordrhein-Westfalen. Das Gebiet erstreckt sich nördlich des Kernortes Saerbeck. Östlich verläuft die B 219 und fließt der Dortmund-Ems-Kanal, südlich verläuft die B 475. Südöstlich erstreckt sich das 243,13 ha große Naturschutzgebiet Feuchtgebiet Saerbeck.

## Bedeutung
Für Saerbeck ist seit 1993 ein 11,49 ha großes Gebiet unter der Kenn-Nummer ST-055 als Naturschutzgebiet ausgewiesen. Das Gebiet wurde unter Schutz gestellt
- zur Erhaltung, Förderung und Entwicklung von Lebensgemeinschaften oder Lebensstätten zum Teil gefährdeter, wildlebender Pflanzen- und Tierarten, insbesondere zum Schutz und zur Erhaltung eines nährstoffarmen Stillgewässers mit den hier vorkommenden, angepassten, schützenswerten Tier- und Pflanzenarten und
- zur Erhaltung einer nacheiszeitlich entstandenen Dünenlandschaft mit ihrer typischen Morphologie.